# Зайцев, Павел Терентьевич
Павел Терентьевич Зайцев (1906 год, Рождественская Хава, Воронежский уезд, Воронежская губерния, Российская империя — дата смерти неизвестна) — председатель колхоза «Новь» Рождественско-Хавского района Воронежской области. В 1948 году получил звание Героя Социалистического Труда, которого был лишён в 1951 году.

## Биография
Родился в 1906 году в крестьянской семье в селе Рождественская Хава Воронежского уезда. Окончил четыре класса начальной школы. После коллективизации трудился в местном колхозе. В 1938 году был осуждён по статье 111 УК РСФСР за невыполнение служебных обязанностей.
Участвовал в Великой Отечественной войне с 1941 года. С 1942 года — член ВКП(б). Воевал в составе 69-й горно-стрелковой дивизии на Карельском фронте и с 1944 года — в составе 69-й морской стрелковой дивизии. Командовал отделение боепитания артдивизиона, заведовал складом продовольствия. Участвовал в Свирско-Петрозаводской операции, освобождении советского Заполярья и севера Норвегии. С 1945 года — в составе 4-го Украинского фронта. Воевал в сражениях Мораско-Остравской и Пражской операций.
Демобилизовался в 1945 году в звании сержанта. В этом же году избран председателем колхоза «Новь» Рождественско-Хавского района. Осенью 1947 года передал в Воронежский обком партии сведения о выполнении плана по хлебозаготовкам на 129,5 %, при котором средний уровень урожайности составил 30,51 центнера зерновых с каждого гектара с посевной площади в 43,3 гектара. Воронежский обком партии ходатайствовал о награждении председателя колхоза «Новь» званием Героя Социалистического Труда. Указом Президиума Верховного Совета СССР от 7 мая 1948 года удостоен звания Героя Социалистического Труда «за получение высоких урожаев пшеницы» с вручением ордена Ленина и золотой медали «Серп и Молот».
Этим же Указом звания Героя Социалистического труда был удостоен бригадир колхоза Алексей Михайлович Коротеев.
В 1950 году после проведённой государственной проверки колхозной отчётности было установлено, что председатель колхоза, вступив в сговор с бригадиром Алексеем Коротеевым, предоставил в 1947 году Воронежскому обкому недостоверные сведения и умышленно завысил урожайность зерновых. Фактическая урожайность в колхозе «Новь» составила в среднем по 22,2 центнера зерновых с каждого гектара. План хлебозаготовок при этом был выполнен только на 87,8 %. Воронежский обком ВКП(б) исключил Петра Зайцева в июле 1950 года из рядов партии за приписки и направил ходатайство в Президиум Верховного Совета СССР о лишении его почётного звания Героя Социалистического Труда.
Указом Президиума Верховного Совета СССР от 8 октября 1951 года был лишён звания Героя Социалистического Труда. 17 ноября 1950 года выездной сессией Воронежского областного суда был осуждён по ст. 109 УК РСФСР и приговорён к 20 годам лишения свободы. По этому же делу проходил бригадир колхоза Алексей Михайлович Коротеев, который был осуждён к 8 годам лишения свободы.
Указом Президиума Верховного Совета СССР от 8 октября 1951 года лишён всех наград, в том числе и боевых.
Дальнейшая судьба не известна.